# William FitzGerald-de Ros
William Lennox Lascelles FitzGerald-de Ros (ur. 1 września 1797, zm. 6 stycznia 1874) – brytyjski arystokrata i wojskowy, trzeci syn lorda Henry’ego FitzGeralda i Charlotte FitzGerald-de Ros, 21. baronowej de Ros.
William wybrał karierę wojskową. 29 marca 1819 r. wstąpił do Grenadier Guards. Już 24 sierpnia 1821 r. został awansowany do rangi porucznika. 23 października 1824 r. został kapitanem. 5 czerwca 1827 r. był już majorem, a 8 września 1831 r. został podpułkownikiem.
W lipcu 1835 r. razem z lordem Durhamem odbył podróż na morze Czarne, gdzie miał zaobserwować rosyjskie przygotowania wojenne. W 1836 r. otrzymał tytuł „Gentelmen Usher Quarter Waiter” królowej Wiktorii. Urząd ten pełnił do 1839 r., kiedy to po śmierci swojego starszego brata, odziedziczył tytuł barona de Ros i zasiadł w Izbie Lordów. 9 listopada 1846 r. został awansowany do stopnia pułkownika. W 1852 r. wszedł w skład Tajnej Rady.
W kwietniu 1854 r. lord de Ros został generalnym kwatermistrzem brytyjskich wojsk w Turcji podczas wojny krymskiej. 20 czerwca otrzymał stopień generała-majora. Lord de Ros rozmiłował się w kąpielach słonecznych, co spowodowało w lipcu atak gorączki i zmusiło lorda do powrotu do Anglii. 12 marca 1861 r. został generałem-porucznikiem. 5 lutego 1865 r. został pułkownikiem 4 pułku huzarów Królowej (4th (Queens Own) Hussars). 10 listopada 1868 r. został pełnym generałem.
7 czerwca 1824 r. w Londynie, poślubił lady Georgianę Lennox (30 września 1795 - 15 grudnia 1891), córkę Charlesa Lennoxa, 4. księcia Richmond i lady Charlotte Gordon, córki 4. księcia Gordon. William i Georgiana mieli razem syna i dwie córki:
- Dudley Charles FitzGerald-de Ros (11 marca 1827 - 29 kwietnia 1907), 24. baron de Ros
- Frances Charlotte FitzGerald-de Ros (ok. 1830 - 21 lutego 1851)
- Blanche Arthur Georgina FitzGerald-de Ros (1832 - 10 marca 1910), żona Jamesa Swintona, nie miała dzieci